# Through the Darkest of Times
Through the Darkest of Times (englisch etwa „Durch die Dunkelste aller Zeiten“) ist ein antifaschistisches Simulations-Computerspiel des Berliner Entwicklerstudios Paintbucket Games. Das Spiel gewann im Jahr 2020 den Deutschen Entwicklerpreis in den Kategorien „Bestes Indie Game“ und „Beste Story“.

## Handlung
Through the Darkest of Times versetzt den Spieler als Widerstandskämpfer in die Zeit des Nationalsozialismus. Der Spieler gründet eine Widerstandsgruppe, muss um Unterstützer werben, Geld einsammeln, Flugblätter verteilen, später auch Waffen stehlen, Verfolgte verstecken und teils sogar Anschläge planen. Verschiedene Zahlenwerte wie die Moral der Gruppe, die Zahl der Unterstützer und Geld müssen vom Spieler geschickt gemanagt werden.

## Rezeption
Das Spiel erhielt überwiegend gute Rezensionen. Die Zeitschrift PC Games nennt das Spiel „nicht nur ein enorm wichtiges, sondern auch ein sehr gelungenes Videospiel“. In der Zeit bezeichnete Christian Huberts das Spiel als „eine angenehm entschiedene Ausnahme“ von Computerspielen, die sonst oft versuchen würden politisch neutral zu bleiben. Beim Berliner Radiosender FluxFM bezeichnete Ron Stoklas das Spiel als eines der „wichtigsten Videospiele 2020“ und hob die „emotionale Wucht“ hervor, mit der es die Abgründe der deutschen Geschichte thematisiert.

„Ohne Zweifel ein wichtiges Kunstwerk, das man gespielt haben sollte.“